# Synagoga Ec chajim v Izmiru

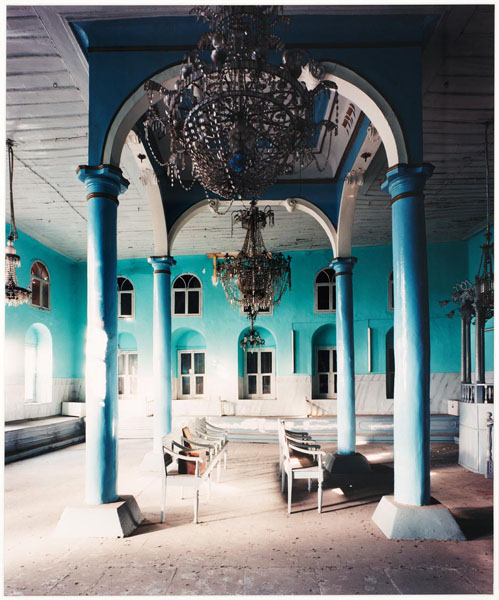
Interiér synagogy Ec chajim

Synagoga Ec chajim (turecky: Etz Hayim Sinagogu; hebrejsky: עץ חיים) je synagoga v tureckém Izmiru (obd. česky Smyrna). Je to nejstarší ze všech historických synagog ve čtvrti Kemeraltı, centrálního bazáru uprostřed města.

## Historie
Synagoga byla patrně postavena už v byzantském období, je první a nejstarší synagogou ve Smyrně. Po poškození požárem v roce 1841 byla synagoga obnovena v roce 1851. Dnes se pro velký úbytek židovských věřících ve městě nepoužívá a stala se z ní pouze jedna z nejvýznamnějších historických památek města.

## Architektura
V přízemí synagogy Ec chajim je kamenné zdivo a v horním patře dřevěná kostra. Stropní krytiny a příčky jsou dřevěné a podlaha je mramorová. Bima je umístěna uprostřed synagogy a je obklopena čtyřmi sloupy, které rozdělují strop na devět obdélníkových částí a nesou zatížení střechy. Ve spojení mezi těmito sloupy jsou hebrejské verše z Tóry. Baldachýn bimy je zelený a má květinové zdobení. Bimu obklopují řady sedadel. Ženská galerie se nálézá v horním patře, má samostatný vchod a hvězdnou výmalbu stropu. V synagoze je šest oddílů uvnitř aron ha kodeš.